# Ferdinand Sigg
Ferdinand Sigg (* 22. März 1902 in Thalwil, Schweiz; † 27. Oktober 1965 in Zürich) war ein Schweizer Geistlicher und der erste europäische Bischof der neugebildeten Zentralkonferenz der Bischöflichen Methodistenkirche in Mittel- und Südeuropa.
Sigg entstammte einer methodistischen Handwerkerfamilie. Von 1923 bis 1927 studierte er im Frankfurter Predigerseminar.
1929 heiratete er Alice Mumenthaler. Nach seinem Studienabschluss war er kurz in Basel in der Gemeindearbeit tätig und wurde dann der Sekretär von Bischof John Louis Nuelsen, eine Tätigkeit, die ihn stark prägte. 1936 wurde er während einer wirtschaftlichen Krise Direktor der Christlichen Vereinsbuchhandlung, des schweizerischen methodistischen Verlags in Zürich. Nach dem Krieg half er von der Schweiz aus beim Wiederaufbau des deutschen Verlags und der dazugehörigen Druckerei in Frankfurt.
Als Verleger befasste er sich besonders mit der Rolle der Laien in der Kirche, der Aufgabe der Kirche in der Gesellschaft, Sozialismus und Kirche und mit der Weltmission.
Früh schon engagierte sich Sigg für die Ökumene: Ab 1942 war er Vertreter der Bischöflichen Methodistenkirche im Schweizerischen Evangelischen Kirchenbund. Acht Jahre lang war er Präsident im Schweizerischen Evangelischen Missionsrat. Er wirkte von Anfang an mit im Hilfswerk der Evangelisch-reformierten Kirche Schweiz (HEKS), das nach dem Zweiten Weltkrieg für den kirchlichen Wiederaufbau in Europa gebildet wurde. 1948 nahm er als Dolmetscher an der Gründungsversammlung des Ökumenischen Rats der Kirchen in Amsterdam teil.
1954, wenige Monate nach dem Tod seiner Frau, kam es in Brüssel zur konstituierenden Sitzung der neugebildeten Zentralkonferenz von Mittel- und Südeuropa, zu der die bischöfliche Methodistenkirche in der Schweiz, Frankreich, Österreich, Belgien, Polen, der damaligen Tschechoslowakei, Ungarn, dem damaligen Jugoslawien, und Bulgarien sowie die methodistische Sektion in Nordafrika gehörten. Einige der Länder waren traditionell katholisch, andere traditionell orthodox oder vom Islam dominiert. Die Mehrzahl der Staaten stand unter kommunistischer Herrschaft und in manchen Ländern waren Methodisten Opfer von Verfolgungen. Vor der Wahl des Bischofs wurde dieses Amt von Bischof Moore wie folgt beschrieben:

„Geographisch gesehen befinden wir uns n einem ungeheuren Raum; unsere Kirche aber ist im gleichen Verhältnis klein und bescheiden! Der zukünftige Bischof wird daher eine an der Kleinheit des Werkes gemessene unfassbar grosse Aufgabe haben, die seinen Kopf und seine Hände übermässig beanspruchen werden, wenn er diese buntgewürfelte Zentralkonferenz zu einem lebensvollen Organismus gestalten will.“

Ferdinand Sigg wurde im ersten Wahlgang mit 37 von 38 Stimmen gewählt.
Auch in der Ökumene war er als Bischof weiterhin tätig, beispielsweise indem er seine Erfahrungen mit dem kirchlichen Dienst in islamischen Ländern und seine Erfahrungen als Verlagsdirektor im Ökumenischen Rat der Kirchen einbrachte und bei dessen Kommissionen für Glauben und Kirchenverfassung in Lund 1952 und Montreal 1964 mitarbeitete. Der Zweiten Tagung der Christlichen Friedenskonferenz (CFK) im April 1959 in Prag ließ er Grüße überbringen, und in der II. Allchristlichen Friedensversammlung 1964 in Prag hat er mitgearbeitet.
Am 27. Oktober 1965 verstarb Ferdinand Sigg völlig unerwartet im Amt. 1966 wurde Franz Werner Schäfer zu seinem Nachfolger als Bischof gewählt.